# William of Englefield
William of Englefield (auch de Englefield) († nach September 1266) war ein englischer Richter.
William of Englefield entstammte einer Familie, die sich nach Englefield in Berkshire benannte. Er war ein Sohn von John Englefield. Von spätestens Ostern 1251 bis 1253 Sheriff von Devonshire. Seit Beginn der 1250er Jahre stand er auch als Richter an Assize Courts und auf Gerichtsreisen im Dienst der Krone. 1256 nahm er als Richter an einer von Gilbert of Preston geleiteten Gerichtsreise durch Hampshire teil. Für seine Dienste erhielt er ein Gehalt, das aber nicht bar ausgezahlt, sondern mit seinen Schulden gegenüber der Krone verrechnet wurde. Als 1258 eine Adelsopposition die Macht von König Heinrich III. übernahm, nahm er Anfang 1260 zusammen mit Nicholas de Turri in Oxfordshire und Berkshire, möglicherweise auch in Wiltshire Beschwerden gegen die bisherige Regierung entgegen. Im Juni und Juli 1262 nahm er zusammen mit William Bonquer und Adam de Grenville als Richter an einer Gerichtsreise durch Rochford teil. Während der folgenden unruhigen Zeit des Zweiten Kriegs der Barone diente er mindestens bis September 1266 weiter als Richter an Assize Courts.